# عديمات الفوهات
عديمات الفوهات (الاسم العلمي: Astigmata) هي دون رتبة من الحيوانات تتبع رتيبة القراديات الخنفسية من رتبة قارميات الشكل.

## التصنيف
- القارمينات
  - القارشات
    - القارشة
      - قارشة غنمية
- الحالوئينات
  - الحالوئيات
    - الحالوء
      - الحالوءُ الدَّاجِن